# Židovski jezici
Židovski jezici označavaju skupinu jezika koji su se razvili u raznim židovskim zajednicama diljem svijeta, a najviše u Europi, zapadnoj Aziji i Sjevernoj Africi. Najuobičajeniji način njihovog nastanka bilo je posuđivanje hebrejskih riječi fraza - rabljenih za izražavanje specifično židovskih izraza - u govore domicilnig stanovništva. Često su se pisali hebrejskim slovima, uključujući blokove koji se rabe u današnjem hebrejskom pismu.
Zbog međusobne izloiranosti mnogih židovskih zajednica, mnogi židovski jezici su zadržali rječnik i jezikoslovne strukture davno nakon što su one nestale u jezicima od koji su prvotvorno nastali. Najrašireniji od svih židovskih jezika razvijenih u dijaspori je jidiš, koji se među Židovima govorio više nego ijedan drugi jezik u povijesti; Ladino, jezik sefardskih Židova koji je u uporabi bio preko pet stoljeća; i judeo-arapska skupina jezika kojom se preko jednog tisućljeća govorilo u arapskim zemljama.
Hebrejski je liturgijski jezik judaizma (lëshon ha-kodesh, "sveti jezik"), jezik na kojem su napisani židovski sveti spisi (Tanakh), te svakodnevni govor Židova tijekom povijesti. Do 5. stoljeća pr. Kr. se hebrejskom kao svakodnevni govor u Judeji pridružio srodni aramejski jezik. Do 3. stoljeća pr. Kr. Židovi u dijaspori su počeli govoriti grčki.
Hebrejski jezik je kao svakodnevni govor obnovio Eliezer ben Yehuda nakon svog dolaska u Palestinu 1881. Suvremeni hebrejski je danas službeni jezik Države Izrael. Nije se rabiokao maternji jezik od tanajskh vremena od 200. godine. Preko šesnaest stoljeća hebrejski se rabio gotovo isključivo kao liturgijski jezik i kao jezik kojim su pisane uglavno judaističkie knjige, dok se svakodnevno hebrejski govorilo samo na Sabat.
Stoljećima su Židovi umjesto hebrejskog govorili dijalekte jezika krajeva u koje su se doselili, često razvijajući zasebne dijalekte ili stvarajući nove jezike. Jidiš je judeo-germanski jezik koga su razvili Aškenazi koji su migrirali u Središnju Europu, a Ladino, također poznat kao Judezmo i Muestra Spanyol, judeo-španjolski jezik su razvili Sefardi koji su živjeli na Iberijskom poluotoku. Zbog mnogih čimbenika, uključujući Holokaust nad europskim Židovima, židovski egzodus iz arapskih zemalja i masovnu emigraciju židovskih zajednica iz drugih zemalja, drevni i zasebni jezici židovskih zajednica, uključujući judeo-gruzijski, judeo-arapski, judeo-berberski, krimčakski, Judeo-Malayalam i mnogi drugi su izašli iz uporabe.
Tri najraširenija jezika među današnjim Židovima su engleski, suvremeni hebrejski i ruski. Uz njih se rabe i neki romanski jezici kao francuski i španjolski-

## Vanjske poveznice
- Jewish Language Research Website from Jewish-languages.org
  - Links to individual languages  Arhivirana inačica izvorne stranice od 8. listopada 2013. (Wayback Machine)
- The Lily Center for Jewish Languages and Literatures at Harvard University  Arhivirana inačica izvorne stranice od 28. rujna 2013. (Wayback Machine)
- Jewish languages dying out  Arhivirana inačica izvorne stranice od 16. srpnja 2012. (Wayback Machine)
- Jewish Languages of Europe
- Hebrew (Jewish) languages: Ivrit, Yiddish